# フォークリフト運転者
フォークリフト運転者（フォークリフトうんてんしゃ）は、日本においてフォークリフト運転技能講習、または、フォークリフト運転特別教育を修了した者である。
労働安全衛生法第61条、第76条（技能講習）、第59条（特別教育）にて規定されている。
フォークリフト操縦者は、ヘルメットにフォークリフトステッカーを貼り付けることができる。

## 概要
フォークリフトやストラドルキャリア、コンテナキャリア、トップリフター、クランプリフトを操作することができる。

## 区分
- フォークリフト運転技能講習 - 最大荷重1t以上を含め全てのフォークリフトやストラドルキャリア、コンテナキャリア、トップリフター、クランプリフトを操作できる。
- フォークリフト運転特別教育 - 最大荷重1t未満のフォークリフトやストラドルキャリア、コンテナキャリア、トップリフター、クランプリフトを操作できる。

## 受講資格
免許を受ける条件は、18歳以上である（労働安全衛生法第72条）。
技能講習および特別教育は、法令上は18歳未満であっても受講することができるが、免許は18歳以上にならないと交付されない。この点、免許条件を満たさなければ試験の受験も出来ない事が法で明確に規定されている道路交通法の運転免許とは扱いが異なる。なお、都道府県や講習・教育機関によっても、年少者の取り扱い扱いの差異がある。

## 技能講習
- 技能講習は都道府県労働局長登録教習機関において行われる。
- 講習科目や時間数はフオークリフト運転技能講習規程（昭和47年労働省告示第111号）に基づく。
- 修了済みの特別教育の実務経験の有無などにより所要時間は異なる。原則は35時間。
  - 大型特殊自動車免許（二種を含む、カタピラを有する自動車のみを運転することを免許の条件とするものを除く）を有する場合は、下記学科1.及び実技1.が免除となり、11時間。
  - 大型自動車免許、中型自動車免許、準中型自動車免許、普通自動車免許（いずれも二種を含む）又は大型特殊自動車免許（カタピラを有する自動車のみを運転することを免許の条件とするものに限る）を有し、3か月以上フォークリフトの運転の業務に従事した経験を有する者は、下記学科1.及び実技1.が免除となり、11時間。
  - 大型自動車免許、中型自動車免許、準中型自動車免許、普通自動車免許（いずれも二種を含む）又は大型特殊自動車免許（カタピラを有する自動車のみを運転することを免許の条件とするものに限る）を有する場合は、下記学科1.が免除となり、31時間。
  - 6か月以上フォークリフトの運転の業務に従事した経験を有する場合は、下記実技1.が免除となり、15時間。

### 講習科目
- 学科
  1. 走行に関する装置の構造及び取扱いの方法に関する知識（4時間）
  2. 荷役に関する装置の構造及び取扱いの方法に関する知識（4時間）
  3. 運転に必要な力学に関する知識（2時間）
  4. 関係法令（1時間）
- 実技
  1. 走行の操作（20時間）
  2. 荷役の操作（4時間）

※学科・実技とも、修了試験が課される。

## 特別教育
- 特別教育は各事業所（企業等）又は都道府県労働局長登録教習機関において行われる。
- 安全衛生特別教育規程（昭和47年労働省告示第92号）で規定された履修時間は12時間（以上）となっている。

### 講習科目と時間割(コベルコ教習所の場合)
・コベルコ教習所の1コマ時間は、60分である。
・講習機関によって、時間割及び1コマの時間数が違う
(一日目・学科)
830～930　　　フォークリフト走行に関する装置の構造及び取扱方法に関する知識
940～1040　　 フォークリフト走行に関する装置の構造及び取扱方法に関する知識
1050～1150　　フォークリフトの荷役に関する装置の構造及び取扱方法に関する知識
1150～1235　　昼休み
1235～1335　　フォークリフトの荷役に関する装置の構造及び取扱方法に関する知識
1345～1445　　フォークリフトの運転に必要な力学に関する知識
1455～1555　　法令
(二日目・実技)
830～930　　　フォークリフトの走行の操作
940～1040　　 フォークリフトの走行の操作
1050～1150　　フォークリフトの走行の操作
1150～1235　　昼休み
1235～1335　　フォークリフトの走行の操作
1345～1445　　フォークリフトの荷役の操作
1445～1555　　フォークリフトの荷役の操作
1555～　　　　 修了証交付

### 実技教習で使用するフォークリフト(コベルコ教習所の場合)
カウンターフォーク・・・トヨタ 3FB9
リーチフォーク・・・・・トヨタ 3FBL9
使用するフォークリフトは、教育機関及びセンターによって違う。

## 運転できるフォークリフト
- 内燃機関式フォークリフト、電気式フォークリフト、ストラドルキャリア、コンテナキャリア、トップリフター、クランプリフト。
- 公道を走る時は大型特殊自動車免許、小型特殊自動車免許が必要である。区分については特殊自動車の項目参照。

## その他
- フォークリフト操縦者は、労働安全衛生法第60条の2第2項の規定に基づき、免許取得後も、「フォークリフト運転業務従事者安全衛生教育」との名の再教育を定期的に受講することが義務付けられており、概ね5年に1回の再教育が必要になっている（平成元年5月22日付基発第247号）。
- 法令上は「フオークリフト」表記となっている。